# Ayyajayyanahundi, Mysore
Ayyajayyanahundi là một làng thuộc tehsil Mysore, huyện Mysore, bang Karnataka, Ấn Độ.